# 足立仁
足立 仁（あだち まさし、1897年〈明治30年〉11月13日 - 1978年〈昭和53年〉1月25日）は、日本の農学者・微生物学者。

## 略歴
1897年、東京府出身（北海道生まれ）。1921年（大正10年）に北海道帝国大学農学部農芸化学科卒業後、同大学助教授。台湾総督府高等農林学校教授などを経て、欧米遊学後の1928年（昭和3年）に台北帝国大学助教授に着任、1937年（昭和12年）同教授に昇任して務めた。ちなみに、台湾時代に住んでいた住居（台北市昭和町）は現在も同地で保存されており、レストラン「青田七六」として営業している。
戦後は、大阪府立大学や玉川大学などの教授を務めた。1965年に論文「Mikrobiologisch und Mikrobiochemische Untersuchungen uber die Rhizosphare der Kultur-pflanzen zur Verbesserung der Bodenfruchtbarkeit in den Tropen-und Subtropen-Bodenあ(熱帯及び亜熱帯における栽培作物の土地改良による根圏の微生物学的及び微生物化学的研究) 」を北海道大学に提出して農学博士号を取得。

## 家族・親族
- 父：足立元太郎は札幌農学校2期生で、横浜生糸検査所所長を務めた。
- 姉：足立タカは鈴木貫太郎の後妻。
- 妻：足立みつ子は終戦時の首相・鈴木貫太郎の次女（鈴木の先妻の子）。
- 孫：足立真理（ジャーナリスト）、足立基浩（経済学者）